# Jørn Utzon

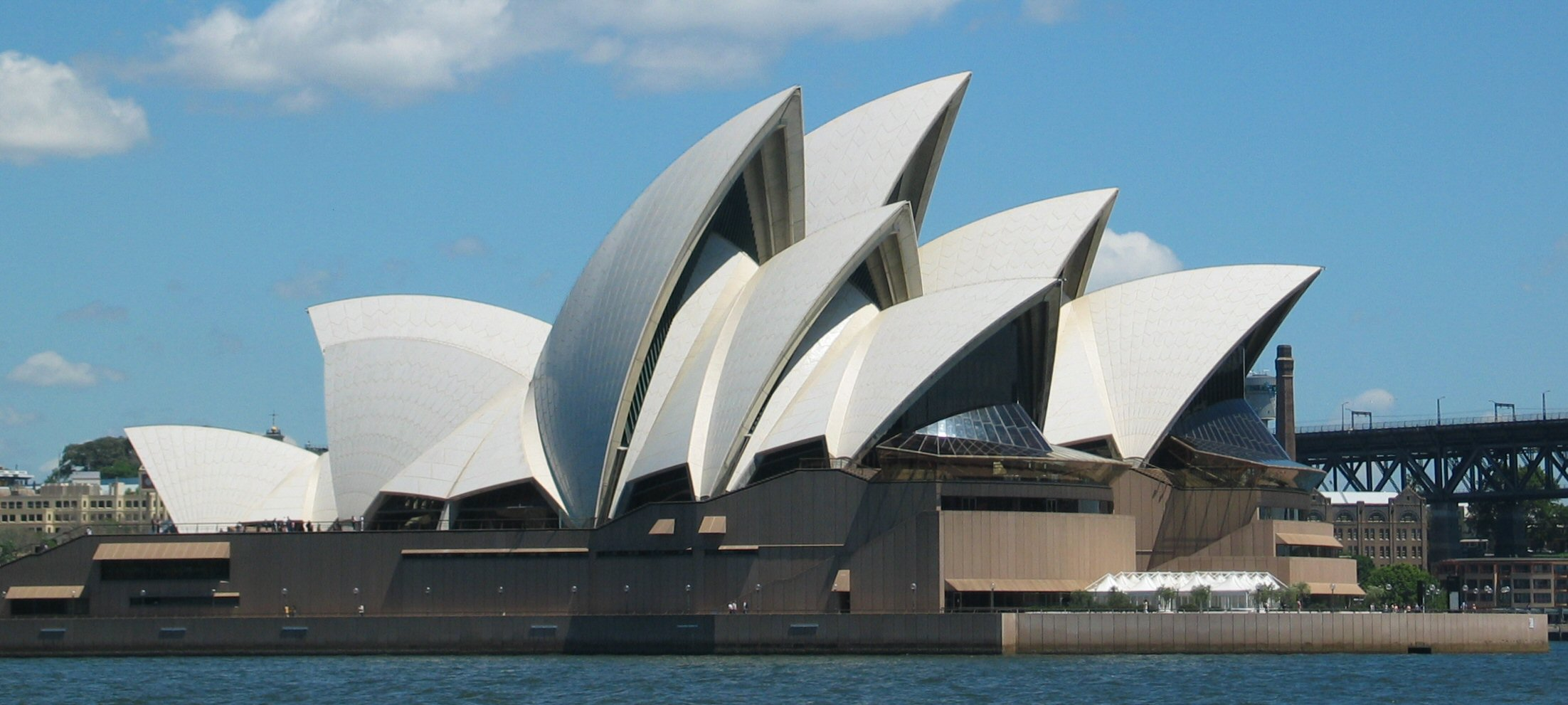
Het Sydney Opera House, ontworpen door Utzon

Jørn Oberg Utzon (Kopenhagen, 9 april 1918 - aldaar, 29 november 2008) was een Deense architect die beroemd werd met zijn ontwerp van het Sydney Opera House, dat sinds 2007 op de werelderfgoedlijst van de UNESCO staat. Hiermee was Utzon de tweede architect van wie een gebouw nog tijdens zijn leven aan deze lijst werd toegevoegd, na de Braziliaan Oscar Niemeyer.

## Biografie
Utzons ouders verhuisden onmiddellijk na zijn geboorte van Kopenhagen naar Aalborg, de stad waar hij opgroeide en die hem eert met het aan het havenfront gelegen Utzon Center. Hij studeerde aan de Koninklijke Academie in Kopenhagen. Na zijn afstuderen in 1941 werkte hij drie jaar in Stockholm en daarna twee jaar bij Alvar Aalto in Helsinki. Vervolgens maakte hij een studiereis door Europa en Marokko en werkte korte tijd in Parijs. In 1949 reisde hij door Mexico en de Verenigde Staten, waar hij kennis maakte met Frank Lloyd Wright, die grote invloed op hem had. In 1950 ging hij terug naar Denemarken en richtte in Kopenhagen zijn eigen architectenbureau op.
In 1957 werd zijn ontwerp voor het nieuwe Operahuis in Sydney als winnaar van een internationale prijsvraag uitgeroepen. Dit gebouw functioneert als een herkenningspunt voor Sydney zoals de Eiffeltoren dat doet voor Parijs of de Tower Bridge voor Londen. Tijdens de uitvoering van het project in 1966 kreeg Utzon meningsverschillen met de opdrachtgever (de Australische overheid) over de kosten. Hij verliet Australië en bij de opening in 1973 door koningin Elizabeth werd hij niet uitgenodigd. Hij heeft het gebouw nooit in voltooide staat gezien. Later werd hij volledig in ere hersteld en met Australische eerbewijzen overladen. Hij ontwierp zelfs, hoewel hij om gezondheidsredenen niet naar Sydney kon komen, een uitbreiding aan het gebouw dat in 2006, opnieuw door koningin Elizabeth, werd geopend.
Utzon ontwierp veel gebouwen in Denemarken, maar ook in Zwitserland en in Koeweit zijn gebouwen van zijn hand te vinden. In 1998 kreeg hij de Deense Sonningprisen  toegekend voor 'zijn uitmuntende bijdragen aan de Europese cultuur'.  In 2003 won hij de Pritzkerprijs voor architectuur.
Zijn laatste jaren bracht hij teruggetrokken door in het door hemzelf ontworpen huis Can Feliz op Mallorca. Hij overleed op 90-jarige leeftijd na een reeks mislukte operaties in een verpleegtehuis nabij Kopenhagen.

## Belangrijkste bouwwerken

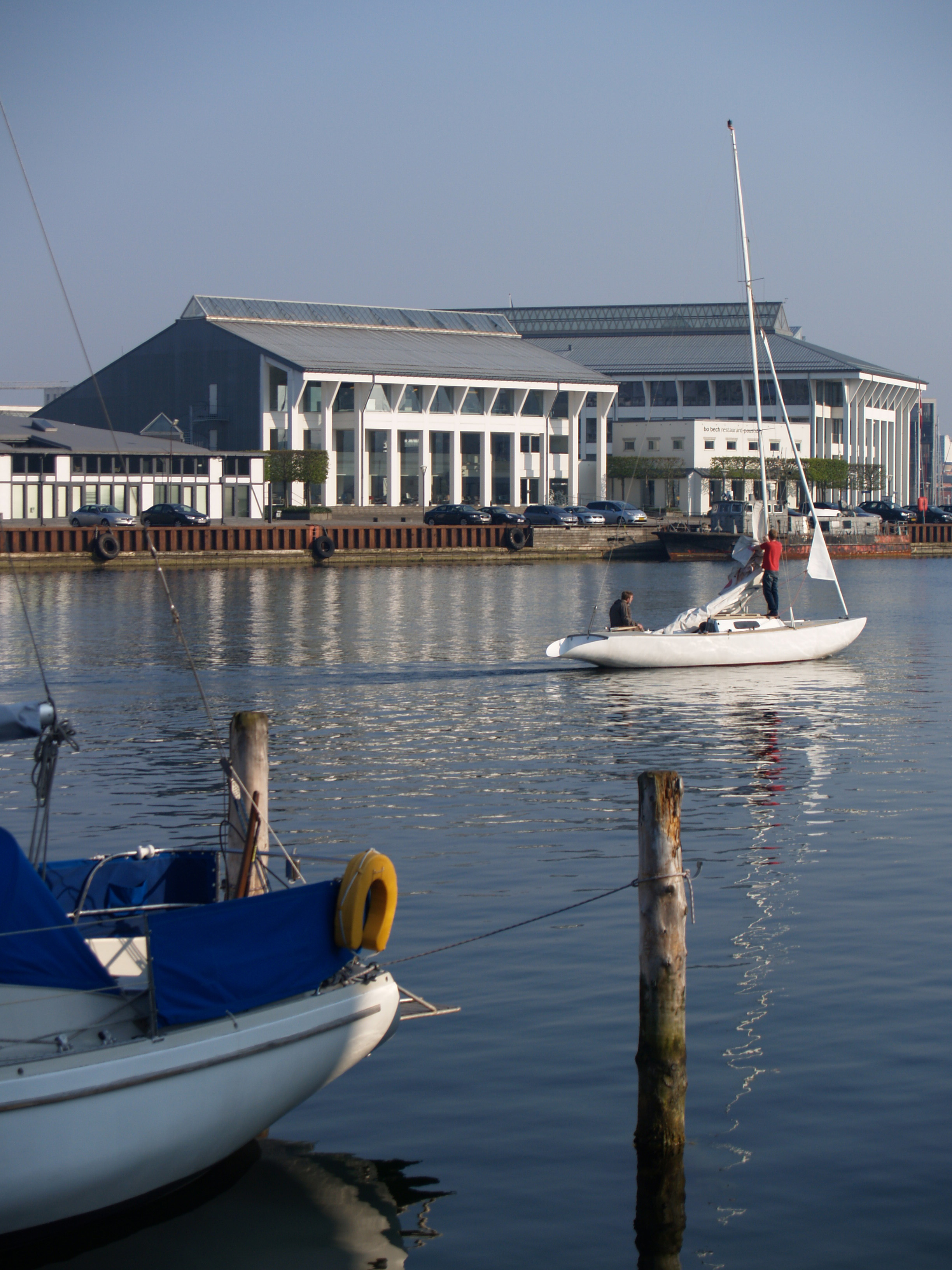
Paustian Meubelwinkel, Kopenhagen, 1985-1987

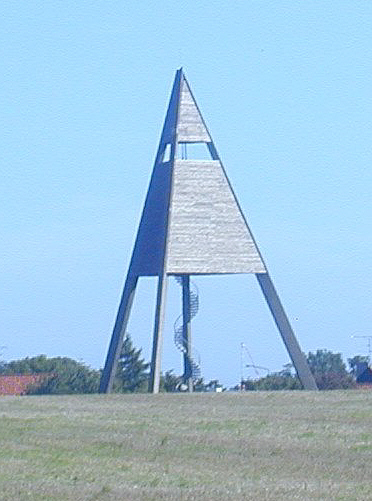
Watertoren, Svaneke, 1949-1951

- Watertoren in Svaneke, Bornholm, Denemarken, 1949-1951
- Eigen woning, Hellebæk, Denemarken, 1950-1952
- Middelboe huis, Holte, Denemarken, 1953-1955
- Kingohusene, in Helsingør, Denemarken, 1956-1960
- Elineberg Housing, Helsingborg, Zweden, 1954-1966
- Planetstaden woningproject in Lund, Zweden, 1956-1958
- Operagebouw Sydney Opera House te Sydney, Australië, 1955-1973
- Fredensborghusene, Fredensborg, Denemarken, 1959-1965
- Melli Bank, Teheran, Iran, 1959-1960
- Hammershøj verzorgingscentrum, Helsingør, Denemarken, 1962-1966
- Bagsværd Kerk, Bagsværd, Denemarken, 1968-1976
- Espansiva bouwsysteem, geprefabriceerde vrijstaande woningen, Denemarken, 1969
- Can Lis, eigen woning, Majorca, Spanje, 1971-1973
- Parlementsgebouw van Koeweit, Koeweit Stad, Koeweit, 1972-1984
- Paustian Meubelwinkel, Kopenhagen, Denemarken, 1985-1987
- Can Feliz, Majorca, Spanje, 1991-1994

## Film
- The Edge of the Possible, 59 minute documentary, 1998, Dir: Daryl Dellora, Film Art Doco Pty Ltd